# The Northern Territories
The Northern Territories ist ein Musikprojekt aus Schweden, das 1992 von John Alexander Ericson (Gesang, Instrumente) und Stefan Sääf (Gesang, Instrumente) in Uppsala gegründet wurde.
Mit seinen Kompositionen bewegte sich das Duo zunächst im Synth-Pop-Umfeld, die ersten beiden Veröffentlichungen erschienen bei der Berliner Plattenfirma Machinery. Bedingt durch den Einsatz akustischer Instrumente, lenkten The Northern Territories mit den darauf folgenden Werken „Orange Moon“ und „Satellite People“ jedoch schrittweise von ihren elektronischen Wurzeln weg.
Seit Beginn des neuen Jahrtausends wandelt der heute in Berlin lebende Musiker John Alexander Ericson auf Solo-Pfaden. Seine drei Alben „Songs For Quiet Souls“, „Savannah Songs“ und „Black Clockworks“ führten den Stil der Northern Territories konsequent fort, enthalten aber überwiegend symphonische Balladen, angereichert mit verhaltenen, teils sparsamen Piano-Klängen und weiblichem Gesang. Bevor 2010 sein Album „Songs From The White Sea“ herauskam, veröffentlichte Ericson ein Jahr zuvor eine Platte mit dem Nebenprojekt Stjarna. Seit 2011 ist er ein Teil des Duos My Empire Of Sound, dessen Debütalbum 2013 erschien.
Nach einer 25-jährigen Pause veröffentlichen The Northern Territories „In Our Darkest Hour (Something New Is Born)“ als erste Vorab-Single aus ihrem vierten Album „A Star in Orbit Still“, welches demnächst veröffentlicht werden soll.

## Diskografie
The Northern Territories
- 1994: Midnight Ambulance (CD, Machinery)
- 1994: Midnight Ambulance (CDM, Machinery)
- 1997: Orange Moon (CD, Visage)
- 1999: Satellite People (CD, NovaTekk)

John Alexander Ericson
- 2004: Songs For Quiet Souls (CD, Rosegarden)
- 2005: Savannah Songs (CD, Warsaw)
- 2005: Essentials Of The Northern Territories (CD, UpScene)
- 2006: Black Clockworks (CD, Kalinkaland)
- 2009: Stjarna (mit Stjarna, CD, Kalinkaland)
- 2010: Songs From The White Sea (CD, MIG)
- 2013: The Confession Of The Machines (mit My Empire Of Sound, CD, Warsaw)